# 平挑站
平挑站（越南语：／*/? ）是越南胡志明市的一個鐵路車站，位於胡志明市守德市合平正坊。2019年9月13日，連接本站與舊邑站的平里鐵路橋被更換。

## 参看
- 南北鐵路
- 越南铁路运输